# Auftrag
Im Rechtssinne des § 662 BGB kommt ein Auftrag zustande, wenn zwischen dem Auftraggeber und dem Auftragnehmer eine vertragliche Einigung darüber besteht, dass der Auftragnehmer die Besorgung eines Geschäfts, worunter jedes Tätigwerden für den Auftraggeber verstanden wird, für den Auftraggeber übernimmt und die Parteien sich weiterhin einig darüber sind, dass die Geschäftsbesorgung unentgeltlich erfolgt.
Da der Auftrag eine vertragliche Einigung erfordert, lässt er sich gegenüber der unverbindlichen Gefälligkeit abgrenzen. Sofern die Geschäftsbesorgung entgeltlich erfolgt, kommt hingegen ein Geschäftsbesorgungsvertrag gemäß § 675 BGB in Betracht.

## Geschichte
Das Auftragsgeschäft ist seit der griechischen Antike bekannt. Als Diomedes hörte, dass die Stadt Argos ein Viergespann besitze, gab er seinem Freund Alkibiades den Auftrag, diese Pferde für ihn zu kaufen. Doch Alkibiades ignorierte seinen Auftraggeber, behielt die Pferde für sich und siegte mit diesem Gespann 416 v. Chr. in Olympia. Die hieraus resultierende Mandatsklage übernahm Isokrates.
Das Mandatum (manus dare, „die Hand geben“) war im römischen Recht eine Regelung für verschiedene Geschäfte unter Mitbürgern, Verwandten oder Freunden. Lange Zeit war es als Gefälligkeit unentgeltlich, heute dagegen kann es entgeltlich oder unentgeltlich sein. Bei den Römern war die unentgeltliche Hilfe für Freunde und Unterstützungsleistungen eine selbstverständliche Pflicht. Zwar wissen die Rechtsquellen, die uns heute zur Verfügung stehen, nichts mehr von einer Einigung per Handschlag, formfrei aber war das Geschäft. Das Mandatum fällt insoweit unter die Vertragskategorie der Konsensualkontrakte. Zwei Arten des Mandatum waren bekannt, einerseits das traditionelle, das im gemeinschaftlichen Lebenskreis galt und dasjenige, das für bestimmte Berufe, etwa Lehrer, Rechtsanwälte und Ärzte (artes liberales), heranzuziehen war. Zum Inhalt hatten die Aufträge im Laufe ihrer Entwicklung Tätigkeiten, die gleichermaßen rein faktischer oder rechtlicher Natur waren.
Der bayerische Codex Maximilianeus Bavaricus Civilis (1756) behandelte das Auftragsgeschäft wie eine Vollmacht; auch das Allgemeine Preußische Landrecht (1794) stellte den Auftrag mit den stellvertretungsrechtlichen Regelungen in Zusammenhang. Mit der Einführung des österreichischen Allgemeinen bürgerlichen Gesetzbuches (ABGB) von 1811, wurde das heutige Institut des Auftrags eingeführt, zwei Jahre später folgte das Schweizer Obligationenrecht der Schweiz. Deutschland kodifizierte das Auftragsrecht mit Einführung des Bürgerlichen Gesetzbuchs im Jahr 1900.

## Begriff und Abgrenzung
Die Verwendung des Begriffes des Auftrags in der juristischen Fachsprache unterscheidet sich von der heutigen allgemeinsprachlichen Verwendung. Das ist bei der Formulierung von Verträgen zu beachten. Der Gegenstand beispielsweise von Kaufverträgen, Mietverträgen und Werkverträgen ist im juristischen Sinne somit kein Auftragsinhalt, sondern ein Dienst (Dienstvertrag), eine Überlassung (Mietvertrag) oder ein Werk (Werkvertrag) gegen entsprechende Vergütung gemäß einer Preisvereinbarung. In diesem Sinne spricht man dann auch von dem einem Rechtsanwalt, Architekten oder Makler erteilten Auftrag. Auch einer Vollmacht liegt in der Regel ein Auftragsverhältnis zu Grunde. Das BGB kennt anderseits keinen typischen Verwalter- oder Treuhändervertrag.
Als Geschäft im Sinne des Auftrags kommen rechtsgeschäftliche und tatsächliche Handlungen in Betracht. Die Geschäftsbesorgung (Tätigkeit) wird unentgeltlich und in fremdem Interesse erbracht. Inhaltlich kann die Besorgung eines Einzelgeschäfts zugrunde liegen, ebenso alle Maßnahmen in einer bestimmten Angelegenheit. Daraus erwachsen Ansprüche. Aufgrund der unterschiedlichen Rechtsfolgen (Ansprüche), sind Auftragsgeschäfte gegenüber unverbindlichen Gefälligkeitsverhältnissen und entgeltlichen Geschäftsbesorgungsverträgen, die dem Wesen nach auf Dienst- beziehungsweise Werkverträgen beruhen, abzugrenzen.
Um eine Geschäftsführung ohne Auftrag handelt es sich, wenn jemand ein Geschäft für einen anderen besorgt, ohne ihm gegenüber aufgrund eines Auftrags oder eines sonstigen Grunds hierzu berechtigt zu sein (§ 677 BGB).
Bei der Vorsorgevollmacht durch Familienangehörige und vergleichbare Vertrauenspersonen (im Sinne des § 6 Abs. 2 RDG) wird in der Regel von einem Zugrunde liegenden Auftragsverhältnis ausgegangen.

## Ansprüche aus Auftrag
Der Geschäftsherr hat Anspruch auf Herausgabe des durch den Auftrag Erlangten, § 667 BGB. Darüber hinaus darf er gemäß § 666 BGB Auskunft und Rechenschaftslegung verlangen (Auftragsabweichungen). Im Gegenzug dazu darf der Auftragnehmer Ersatz der erforderlichen Aufwendungen verlangen, § 670 BGB. Unter Aufwendungen sind die tatsächlich erbrachten freiwilligen Vermögensopfer zur Durchführung des Auftrags zu verstehen. Keine Aufwendungen sind dabei die eigenen Arbeitsleistungen des Geschäftsführers, denn er wird auf Rechnung des Auftraggebers tätig.
Der Beauftragte hat den Weisungen des Auftraggebers zu folgen und hat bei Einschaltung eines Dritten dessen Verschulden zu vertreten, § 664 Abs. 1 BGB. Der Auftrag kann vom Auftraggeber jederzeit widerrufen, vom Beauftragten jederzeit gekündigt werden (§ 671 Abs. 1 BGB). Bei einer Kündigung zur Unzeit macht sich der Beauftragte gegebenenfalls schadenersatzpflichtig. Außerdem endet das Auftragsverhältnis im Zweifel mit dem Tod des Beauftragten (§ 673 BGB), der Tod des Auftraggebers bleibt dagegen unbeachtlich (§ 672 BGB), der Auftrag gilt als mit dessen Erben als fortbestehend.

## Auftrag in anderen Rechtsgebieten
Auch auf anderen Rechtsgebieten außerhalb des Zivilrechts wird der Begriff des Auftrags verwendet.

### Architektur und Bauwesen
Im Baurecht wird Auftrag häufig entgegen dem juristischen Terminus verwendet. So sprechen etwa § 2 Abs. 8 VOB/B und selbst eine Verordnung wie die HOAI von „Auftrag“, „Auftraggeber“ und „Auftragnehmer“ (§ 11 Abs. 1 HOAI), obwohl hier mit Auftrag die Übertragung von Leistungen gegen Entgelt, meist im Rahmen eines Werkvertrags, gemeint ist.

### Öffentliche Verwaltung
In der öffentlichen Verwaltung bezeichnet der Begriff Auftrag (synonym: Weisung) jede Anweisung oder Mitteilung einer übergeordneten Behörde an eine nachgeordnete Behörde. Dies gilt jedoch nur, sofern sie nicht oberste Behörde und somit Ministerium ist (dann wäre bei gleicher Sachlage von einem Erlass die Rede). Davon zu unterscheiden ist die Delegation von öffentlichen Aufgaben im Rahmen der Auftragsverwaltung. Grundsätzlich ist der Behördenleiter für alle in seinem örtlich und sachlichen Zuständigkeit alleinig zeichnungsberechtigt. Der gesamte Unterbau, also unterstellte Dienststellen, zeichnen im Außenverhältnis – soweit dazu ermächtigt – im Auftrag [des Behördenleiters] („i.A.“). Lediglich der Vertreter des Behördenleiters unterschreibt in Vertretung [des Behördenleiters] („i.V.“). Formal ist beides per Dienstanweisung behördenintern geregelt.

### Vergaberecht
Im Vergaberecht hat der öffentliche Auftrag eine besondere Bedeutung.

### Soldatenrecht
Das Soldatenrecht kennt im Rahmen der inneren Führung das Führen mit Auftrag, eine Methode der militärischen Führung. Im Gegensatz zum konkret formulierten militärischen Befehl gibt der militärische Vorgesetzte den Soldaten beim Auftrag lediglich das Ziel, meist auch noch den Zeitumfang und die benötigten Kräfte vor. Auf Basis dieser Rahmenbedingungen verfolgt und erreicht der Geführte das Ziel selbständig und kann im Rahmen des Auftrags eigene konkrete Entscheidungen treffen. Dies bedeutet, dass der Ausführende in der Durchführung des Auftrages weitgehend frei ist. Dies sichert eine große Flexibilität in der Auftragsdurchführung und trägt wesentlich zur Entlastung höherer Führungsebenen bei.

## International
Das Auftragsrecht ist in der Schweiz ähnlich wie in Deutschland geregelt (Art. 394 ff. OR), allerdings werden auch entgeltliche Aufträge und Arbeitsverträge begrifflich erfasst. In Österreich sehen die §§ 1002 ff. ABGB ähnliche Regelungen vor („aufgetragenes Geschäft“) Der Auftrag wird als Bevollmächtigungsvertrag bezeichnet. Den Auftraggeber trifft nach § 1004 ABGB in Verbindung mit § 1014 ABGB die Pflicht zur Zahlung des vereinbarten oder gesetzlichen Entgelts an den Beauftragten. Nach § 1020 ABGB kann der Auftraggeber den Auftrag „nach Belieben“ widerrufen. Der Tod des Auftraggebers oder Beauftragten beendet im Regelfall den Auftrag (§ 1022 ABGB).